# Родна кућа народног хероја Димитрија Лазарова Раше
Родна кућа народног хероја Димитрија Лазарова Раше се налази у Черевићу. Представља непокретно културно добро као споменик културе Србије.  

## Опште информације
Димитрије Лазаров Раша (Черевић, 8. април 1926 — Титов Велес, 27. фебруар 1948) био је учесник Народноослободилачке борбе, мајор ЈА и народни херој Југославије.
Кућа у којој се родио народни херој Димитрије Лазаров Раша је скромна, приземна грађевина, која чеоном страном излази на регулациону уличну линију. Зидана је од опеке, омалтерисана, покривена двосливним кровом са бибер црепом. На уличној фасади су три двокрилна прозора уоквирена равном шпалетном. Испод прозора је профилисани прозорски солбанк. Забатни зид одвојен је од фасаде кордонским венцем. Кућа је са својим просторијама оријентисана према дворишту. Испред њеног стамбеног дела је покривени трем са стубовима, у који се долази преко шест степеника.
Уписана је у регистар Завода за заштиту споменика културе Војводине 2005. године.